# Черхатсентиван
Черхатсентиван (мађ. Cserhátszentiván) је село у крајње северној Мађарској, у оквиру жупаније Ноград.

## Географија

### Локација
Черхатсентиван лежи југоисточно од Сечења, између Алшотолда и Ечега. Име је добила по свецу заштитнику своје цркве и села, Светом Јовану Крститељу. Суседна насеља су Херенчењ и Кутасшо.
Главна улица у селу је пут 2123, који се протеже од области Балашађармата (од Мохорске деонице пута 2108) до Алстолдске деонице пута 2122, и доступан је и са истока и са запада.

## Историја
Од пре освајања пронађени су скитски и аварски артефакти. Трговачко-војни пут који је повезивао Хатван са Сечењом пролазио је овде дуж потока Суха, а одавде се рачвао према Балашађармату.
После мађарског освајања ових простора, населили су се чланови породица Зах, Качин и Солнок. Убрзо, област је прешла у власништво породице Кекењеш-Раднот, па све до Хатвана. Око прелаза из XI у XII век, вероватно је већ било у власништву породице Катона, Котон (Катона) гране породице Кекењеш, који су такође поседовали Чонфалу (која данас не постоји) код Пастоа, део Куташоа и део Лоца. Име насеља се први пут спомиње у документу из око 1265. године, написаном као Сентивањ. У 1542. години, у Сентивању је забележено 12 племићких имања, породица Котон се затим преселила на север и њена лоза је изумрла 1603. године по мушкој линији.
Турци су разорили Сентивањи око 1542-1543. године: његови становници су били поклани или одведени. Према попису нахије Ваци из 1553-1554. године, „напуштени“ Сентивањи је био феуд турског официра Чалина Диванеа. У 1559. години, то је била „пустиња Сентивањ“, са приходима од само 390 акче, а власник је био Бали бин Ибрахим, а потом је од 1572. године власник био Ферхат бин Абдулах који је био најамнички коњички војник.
Реконструкцију насеља су током 1728 и 1729. године започели наследници ћерке гране породице Котон, породице Ракоци, Силаши, Балаш и Сигеди (Сигети) са породичне гране Арањи. Сентивањи је био насељен лутеранским Словацима са висоравни, који су временом постали католици и помађарили се. Други наследници породице Котона, као што су породице Шираки, Јесенски и Чернус, населили су се током 1730-их и 1740-их.
Године 1787. током владавине Јозефа II Хабзбуршког, попис бележи да село има 87 кућа са 119 породица, званично 612 (стварно 593) становника, од којих:
- 298 жена,
- 230 мушкараца,
- 50 деце узраста 1-12 година,
- 20 особа од 13-17 година.

Само је црква била чврста (камена) грађевина, остале куће нису. Године 1872. изграђена је окружна матична служба и синагога. Почетком 20. века село је припадао округу Сирак, Ноградске жупаније.
Године 1910, од 642 становника, било је 634 Мађара и 8 Словака, 571 римокатолика, 40 евангелиста, 31 јевреја.
Године 2001. 100% становништва насеља се изјаснило да је мађарске националности. Серија података о националности пописа из 2001. године]</ref Његови становници говоре [[Палоци|Палоцки]] језик, али не чувају палочке традиције.

=== Становништво и религија ===
Током пописа 2011. 95,7% становника се изјаснило као Мађари (4,3% се није изјаснило). Верска дистрибуција је била следећа: римокатолици 70%, реформисани 2,1%, лутерани 4,3%, гркокатолици 1,4%, неденоминациони 13,6% (6,4% се није изјаснило).<ref>Cserhátszentiván Helységnévtár</ref>
У 2022. години 90,3% становништва изјаснило се као Мађари, 7,1% се изјаснило као да су друге, нехазарске националности (9,7% се није изјаснило; због двојног идентитета, укупан број може бити већи од 100%). Према њиховој религији, 43,4% су били римокатолици, 4,4% реформирани, 2,7% лутерани, 0,9% остали хришћани, 2,7% остали католици, 10,6% неконфесионални (35,4% није одговорило).
| Година | Популација |
| ------ | ---------- |
| 1870   | 694        |
| 1880   | 608        |
| 1890   | 602        |
| 1900   | 554        |
| 1910   | 643        |
| 1920   | 594        |
| 1930   | 610        |
| 1941   | 663        |
| 1949   | 616        |
| 1960   | 533        |
| 1970   | 431        |
| 1980   | 297        |
| 1990   | 224        |
| 2001   | 167        |
| 2011   | 142        |